# Лейк-Каувічен
Лейк-Каувічен (англ. Lake Cowichan) — містечко в Канаді, у провінції Британська Колумбія, у складі регіонального округу Каувічен-Велі.

## Населення
За даними перепису 2016 року, містечко нараховувало 3226 осіб, показавши зростання на 8,5%, порівняно з 2011-м роком. Середня густина населення становила 389,3 осіб/км².
З офіційних мов обидвома одночасно володіли 115 жителів, тільки англійською — 3 105. Усього 145 осіб вважали рідною мовою не одну з офіційних, з них 5 — одну з корінних мов, а 10 — українську.
Працездатне населення становило 56,5% усього населення, рівень безробіття — 12,3% (9,5% серед чоловіків та 14,6% серед жінок). 82,4% осіб були найманими працівниками, а 12,9% — самозайнятими.
Середній дохід на особу становив $33 549 (медіана $26 752), при цьому для чоловіків — $40 310, а для жінок $26 563 (медіани — $33 520 та $22 259 відповідно).
35,2% мешканців мали закінчену шкільну освіту, не мали закінченої шкільної освіти — 20,8%, 44,1% мали післяшкільну освіту, з яких 19,4% мали диплом бакалавра, або вищий, 10 осіб мали вчений ступінь.
| Статево-вікова структура населення | Статево-вікова структура населення | Статево-вікова структура населення | Статево-вікова структура населення | Статево-вікова структура населення |
| ---------------------------------- | ---------------------------------- | ---------------------------------- | ---------------------------------- | ---------------------------------- |
|                                    |                                    |                                    |                                    |                                    |
| Всього                             | Всього                             | 49,6%50,4%                         |                                    |                                    |
| 0 — 14 років                       | 0 — 14 років                       |                                    | 13,4%                              | 13,4%                              |
| 15 — 64 років                      | 15 — 64 років                      |                                    | 63,6%                              | 63,6%                              |
| 65 і більше                        | 65 і більше                        |                                    | 23%                                | 23%                                |
| 85 і більше                        | 85 і більше                        |                                    | 1,9%                               | 1,9%                               |
| Середній вік (років)               | Середній вік (років)               | 45,845,5                           | 45,7                               | 45,7                               |
| Медіана (років)                    | Медіана (років)                    | 49,549,6                           | 49,5                               | 49,5                               |
| — чоловіки — жінки                 |                                    |                                    |                                    |                                    |

| Походження мешканців:     | Походження мешканців:     | Походження мешканців: | Походження мешканців: | Походження мешканців: |
| ------------------------- | ------------------------- | --------------------- | --------------------- | --------------------- |
| Походження                |                           |                       | осіб                  | %                     |
| Корінні американці        | Корінні американці        |                       | 355                   | 11.01%                |
| Інше північноамериканське | Інше північноамериканське |                       | 1 015                 | 31.47%                |
| Європейське               | Європейське               |                       | 2 605                 | 80.78%                |
| британське                | британське                |                       | 1 920                 | 59.53%                |
| французьке                | французьке                |                       | 525                   | 16.28%                |
| українське                | українське                |                       | 225                   | 6.98%                 |
| Латинськоамериканське     | Латинськоамериканське     |                       | 10                    | 0.31%                 |
| Карибське                 | Карибське                 |                       | 10                    | 0.31%                 |
| Африканське               | Африканське               |                       | 15                    | 0.47%                 |
| Азійське                  | Азійське                  |                       | 160                   | 4.96%                 |
| Океанійське               | Океанійське               |                       | 10                    | 0.31%                 |

| Зайнятість населення за галузями (за класифікацією NOC): | Зайнятість населення за галузями (за класифікацією NOC): | Зайнятість населення за галузями (за класифікацією NOC): | Зайнятість населення за галузями (за класифікацією NOC): | Зайнятість населення за галузями (за класифікацією NOC): |
| -------------------------------------------------------- | -------------------------------------------------------- | -------------------------------------------------------- | -------------------------------------------------------- | -------------------------------------------------------- |
|                                                          |                                                          |                                                          |                                                          |                                                          |
| Управління                                               | Управління                                               |                                                          | 7,6%                                                     | 7,6%                                                     |
| Бізнес, фінанси та адміністрування                       | Бізнес, фінанси та адміністрування                       |                                                          | 10,9%                                                    | 10,9%                                                    |
| Природничі та прикладні науки                            | Природничі та прикладні науки                            |                                                          | 5,3%                                                     | 5,3%                                                     |
| Охорона здоров'я                                         | Охорона здоров'я                                         |                                                          | 5,3%                                                     | 5,3%                                                     |
| Освіта, правозахист, муніципальні та урядові служби      | Освіта, правозахист, муніципальні та урядові служби      |                                                          | 9,6%                                                     | 9,6%                                                     |
| Мистецтво, культура, відпочинок та спорт                 | Мистецтво, культура, відпочинок та спорт                 |                                                          | 1,7%                                                     | 1,7%                                                     |
| Роздрібна торгівля та послуги                            | Роздрібна торгівля та послуги                            |                                                          | 29,4%                                                    | 29,4%                                                    |
| Гуртова торгівля, транспорт та обладнання                | Гуртова торгівля, транспорт та обладнання                |                                                          | 20,1%                                                    | 20,1%                                                    |
| Природні ресурси, сільське господарство                  | Природні ресурси, сільське господарство                  |                                                          | 6,3%                                                     | 6,3%                                                     |
| Виробництво                                              | Виробництво                                              |                                                          | 5%                                                       | 5%                                                       |

## Клімат
Містечко знаходиться у зоні, котра характеризується середземноморським кліматом. Найтепліший місяць — серпень із середньою температурою 17.9 °C (64.2 °F). Найхолодніший місяць — січень, із середньою температурою 2.6 °С (36.7 °F).
| Клімат Лейк-Каувічена   | Клімат Лейк-Каувічена | Клімат Лейк-Каувічена | Клімат Лейк-Каувічена | Клімат Лейк-Каувічена | Клімат Лейк-Каувічена | Клімат Лейк-Каувічена | Клімат Лейк-Каувічена | Клімат Лейк-Каувічена | Клімат Лейк-Каувічена | Клімат Лейк-Каувічена | Клімат Лейк-Каувічена | Клімат Лейк-Каувічена | Клімат Лейк-Каувічена |
| Показник                | Січ.                  | Лют.                  | Бер.                  | Квіт.                 | Трав.                 | Черв.                 | Лип.                  | Серп.                 | Вер.                  | Жовт.                 | Лист.                 | Груд.                 | Рік                   |
| Абсолютний максимум, °C | 14                    | 18,5                  | 22                    | 28                    | 33                    | 35                    | 37,2                  | 38                    | 36                    | 28,5                  | 18,3                  | 15                    | 38                    |
| Середній максимум, °C   | 5,4                   | 7,3                   | 9,9                   | 13,2                  | 17,1                  | 19,9                  | 23,7                  | 24,3                  | 20,9                  | 14,3                  | 8,2                   | 5,5                   | 14,1                  |
| Середня температура, °C | 2,6                   | 3,9                   | 5,6                   | 8,2                   | 11,7                  | 14,5                  | 17,4                  | 17,9                  | 15                    | 10                    | 5,3                   | 2,8                   | 9,6                   |
| Середній мінімум, °C    | −0,2                  | 0,4                   | 1,3                   | 3,2                   | 6,3                   | 9,1                   | 11,1                  | 11,4                  | 8,9                   | 5,6                   | 2,3                   | 0,2                   | 5                     |
| Абсолютний мінімум, °C  | −17,8                 | −16,7                 | −14,4                 | −5,6                  | −3,9                  | 0,6                   | 1,7                   | 3,9                   | −1,1                  | −5,5                  | −15                   | −15                   | −17,8                 |
| Норма опадів, мм        | 416.4                 | 303.1                 | 231.7                 | 160.5                 | 93.1                  | 65.4                  | 39.6                  | 69.9                  | 53.9                  | 237.2                 | 428.2                 | 377.9                 | 2476.9                |
| Днів з опадами          | 19,5                  | 17,9                  | 19,5                  | 16,1                  | 14                    | 11,9                  | 7,4                   | 7,2                   | 8,9                   | 15,3                  | 20,5                  | 21                    | 179,3                 |
| Днів з дощем            | 18,3                  | 15,4                  | 16,8                  | 16,8                  | 13,7                  | 10,7                  | 5,7                   | 7,3                   | 7,2                   | 16,6                  | 20,1                  | 18,5                  | 167                   |
| Днів зі снігом          | 5                     | 3,8                   | 2,1                   | 0,6                   | 0,1                   | 0                     | 0                     | 0                     | 0                     | 0,1                   | 1,5                   | 3,9                   | 17,1                  |
| ----------------------- | --------------------- | --------------------- | --------------------- | --------------------- | --------------------- | --------------------- | --------------------- | --------------------- | --------------------- | --------------------- | --------------------- | --------------------- | --------------------- |
| Джерело: Weatherbase    |                       |                       |                       |                       |                       |                       |                       |                       |                       |                       |                       |                       |                       |